# Azat-Châtenet
Azat-Châtenet település Franciaországban, Creuse megyében. Lakosainak száma 116 fő (2022. január 1.). Azat-Châtenet Augères, Janaillat, Montaigut-le-Blanc, Saint-Éloi és Saint-Victor-en-Marche községekkel határos.

## Népesség
A település népességének változása:
| Lakosok száma | 210  | 168  | 133  | 132  | 111  | 106  | 115  | 121  | 122  | 116  |
|               | 1968 | 1982 | 1990 | 2006 | 2013 | 2015 | 2017 | 2019 | 2020 | 2022 |